# Estàfil
|  | Per a altres significats, vegeu «Estàfil de Naucratis». |

Estàfil (en grec antic Στάφυλος Stafilos "el Raïm"), segons la mitologia grega, va ser un heroi grec, nascut de Dionís i d'Ariadna, després que Teseu l'abandonés a Naxos, encara que hi ha una tradició que el fa fill del mateix Teseu.
Era germà de Toant, Enopió i Peparet, als quals s'hi sumaven de vegades Làtramis, Evantes i Tauròpolis.
Estàfil es va casar amb Crisòtemis i va tindre tres filles, Molpàdia, Reo i Pàrtenos, i, segons alguns autors, una quarta, Hemítea que de vegades és un altre nom de Molpàdia. Per part de Reo és avi d'Anios. Va participar en l'expedició dels argonautes.